# Witold Kruczek
 (mars 2025).
La mise en forme du texte ne suit pas les recommandations de Wikipédia : il faut le « wikifier ».
Les points d'amélioration suivants sont les cas les plus fréquents. Le détail des points à revoir est peut-être précisé sur la page de discussion.
- Les titres sont pré-formatés par le logiciel. Ils ne sont ni en capitales, ni en gras.
- Le texte ne doit pas être écrit en capitales (les noms de famille non plus), ni en gras, ni en italique, ni en « petit »…
- Le gras n'est utilisé que pour surligner le titre de l'article dans l'introduction, une seule fois.
- L'italique est rarement utilisé : mots en langue étrangère, titres d'œuvres, noms de bateaux, etc.
- Les citations ne sont pas en italique mais en corps de texte normal. Elles sont entourées par des guillemets français : « et ».
- Les listes à puces sont à éviter, des paragraphes rédigés étant largement préférés. Les tableaux sont à réserver à la présentation de données structurées (résultats, etc.).
- Les appels de note de bas de page (petits chiffres en exposant, introduits par l'outil «  Source ») sont à placer entre la fin de phrase et le point final[comme ça].
- Les liens internes (vers d'autres articles de Wikipédia) sont à choisir avec parcimonie. Créez des liens vers des articles approfondissant le sujet. Les termes génériques sans rapport avec le sujet sont à éviter, ainsi que les répétitions de liens vers un même terme.
- Les liens externes sont à placer uniquement dans une section « Liens externes », à la fin de l'article. Ces liens sont à choisir avec parcimonie suivant les règles définies. Si un lien sert de source à l'article, son insertion dans le texte est à faire par les notes de bas de page.
- La présentation des références doit suivre les conventions bibliographiques. Il est recommandé d'utiliser les modèles {{Ouvrage}}, {{Chapitre}}, {{Article}}, {{Lien web}} et/ou {{Bibliographie}}. Le mode d'édition visuel peut mettre en forme automatiquement les références.
- Insérer une infobox (cadre d'informations à droite) n'est pas obligatoire pour parachever la mise en page.

Pour une aide détaillée, merci de consulter Aide:Wikification.
Si vous pensez que ces points ont été résolus, vous pouvez retirer ce bandeau et améliorer la mise en forme d'un autre article.
Pour les articles homonymes, voir Kruczek.
 (novembre 2023).
Witold Kruczek (en fait Witold Kruczek-Abuładze), né le 1er janvier 1922 dans ce qui était alors la Turquie, et mort le 15 octobre 2024 est un physicien polonais, professeur d'université, auteur de manuels, traducteur de littérature scientifique dans le domaine de la physique, insurgé de Varsovie.

## Biographie
Il est le fils de Władysław Kruczek (décédé en 1940), un ingénieur des mines, et de Tamara née Abuładze, d'origine géorgienne avec des racines partiellement grecques. Son père, participant à la Révolution de 1905 et membre de la social-démocratie du Royaume de Pologne et de Lituanie, échappait à une éventuelle répression tsariste et travaillait dans une mine de cuivre dans les territoires géorgiens alors occupés par la Turquie.
Witold Kruczek a fréquenté l'école primaire du lycée français de Constantinople. En 1931, il arrive en Pologne avec sa mère (son père commence à travailler comme ingénieur dans l'exploitation des gisements de cuivre au Congo). Après une première installation à Varsovie et de courts séjours en famille à Płock et Sosnowiec, il s'installe ensuite à Częstochowa, où il a fréquenté l'École secondaire Henryk Sienkiewicz.
Après le déclenchement de la Seconde Guerre mondiale, il travaille comme mineur puis comme chauffeur de transport de marchandises pour la coopérative «Społem» à Częstochowa. Avec un ami qu'il a sauvé du ghetto de Częstochowa, ils arrivèrent à Varsovie en 1943.L'année suivante, Kruczek fut frappé par l'Insurrection de Varsovie.
Pendant le soulèvement, il était soldat du 2e peloton de l'Unité de protection de la Maison d'édition militaire (WZW) — Bureau d'information et de propagande — Quartier général de l'Armée de l'Intérieur. C'était l'unité de répartition d'Antoni Chruściel alias « Monter » envoyé pour soutenir les unités insurgées à Śródmieście Północne. Après la chute du soulèvement, il fut déporté par Pruszków à Francfort-sur-l'Oder, puis à Bremervörde (Stalag X-B) et Pongau (Stalag XVIII C (317)). II est employé dans la construction du chemin de fer à Tschupbach. Dans l'atmosphère de la fin imminente de la guerre, il franchit la frontière avec la Suisse jusqu'à la 2e division d'infanterie du général Bronisław Prugar-Ketling, qui y était internée depuis 1940, rapatrié en Pologne après la fin des hostilités,.
Il a étudié à l'Université de technologie de Lodz (cours d'introduction), puis à l'Université de technologie de Varsovie (maîtrise à la Faculté de génie électrique en 1952), où il a ensuite été longtemps chargé de cours à la Faculté de Physique technique et mathématiques appliquées (dont directeur pédagogique de l'Institut de physique en 1978-1981). Il a soutenu son doctorat en 1958.
Il est, entre autres, auteur d'exercices de physique, publiés dans de nombreuses publications scientifiques de vulgarisation et traducteur de littérature scientifique dans le domaine de la physique (dont les ouvrages sources d'Albert Einstein, Hermann Minkowski et Henri Poincaré), publiés dans la série universitaire: « Bibliothèque didactique de la méthodologie d'enseignement de la physique Équipe de l'Institut de physique de l'Université technologique de Varsovie », dans les années 1977-1983.
En 1985, il se rend à Alger, où jusqu'en 1990 il enseigne la mécanique des milieux continus à l'École Nationale Polytechnique.
Le 8 janvier 2022, il a célébré son centenaire à la Faculté de physique de l'Université technologique de Varsovie.

## Vie privée
Il se marie deux fois et est père de cinq enfants. Il vit dans le lotissement « Przyjaźń », dans le quartier Bemowo de Varsovie.

## Publications
- Un recueil d'exercices de physique (dessins d'après les croquis de l'auteur: Edmund Jakubowski; Państwowe Zakłady Wydawnictw Szkolnych, Varsovie 1960, 1961, 1962, 1963);
- Une collection de tâches de physique. Pour les candidats aux universités (co-auteurs: Jędrzej Jędrzejewski, Adam Kujawski; Wydawnictwa Naukowo-Techniczne, Varsovie 1973, 1974, 1976, 1984, 1992, 1997; comme: Une collection de tâches de physique pour les lycéens et les candidats à l'université, vol. I/II: Wydawnictwa Naukowo -Techniczne, Varsovie 1997, 2002, 2004, 2009, 2012, 2016,  (ISBN 9788301187903) [réimpression: 2020]);
- Moment angulaire dans 20 expériences: en mécanique, électromagnétisme, atome (Akademicki Instytut Naukowy, Grodzisk Mazowiecki 2002,  (ISBN 8390559277));
- Un livre sur la théorie de la relativité (réviseur: Teodor Buchner, Ph.D.Eng; consultation de fond: Jędrzej Stanisławek; Oficyna Wydawnicza Politechniki Warszawskiej, Varsovie 2023,  (ISBN 9788381564564)).

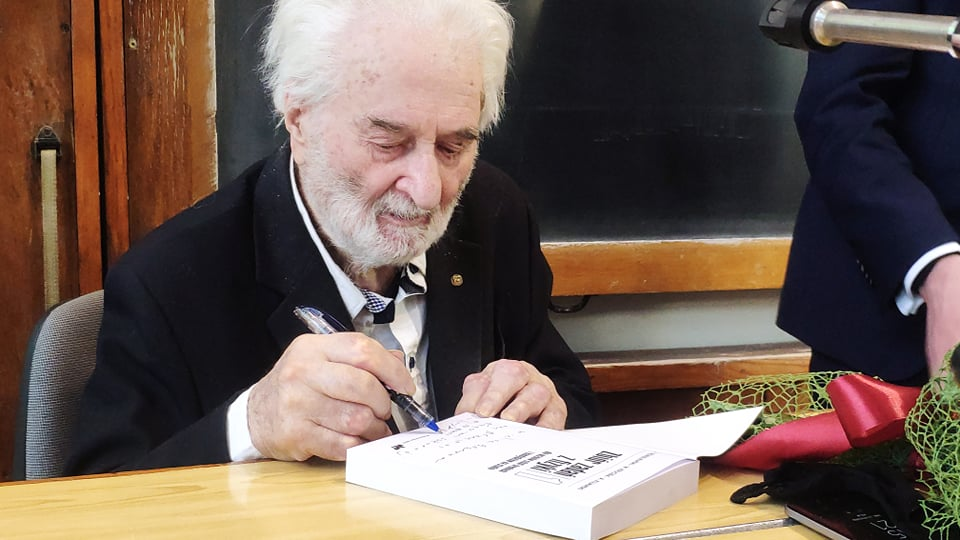
Witold Kruczek signant la nouvelle édition du recueil de tâches qu'il a co-écrit à l'occasion du 100e anniversaire de sa naissance à la Faculté de physique de l'Université technologique de Varsovie - Varsovie, le 8 janvier 2022

### Études
- Witold Majewski (1896-1981), Esquisse de la théorie des vibrations et des ondes. D'après les cours du 3ème semestre de la Faculté d'électrotechnique en 1947-1948 (préparation; copie dactylographiée, dans la collection de la Bibliothèque nationale de Varsovie; Cercle des étudiants en génie électrique de l'Université technologique de Varsovie, Varsovie 1948);
- Littérature source pour les cours "Fondements de la physique" et "Fondements de la philosophie" de la Faculté d'électronique de l'Université technologique de Varsovie. Partie historique et philosophique. A-II-HF-1 (éditeurs scientifiques; Université Technologique de Varsovie, Varsovie 1977);
- Littérature source pour le cours "Fondements de la physique" de l'Université technologique de Varsovie. T 1, Théorie restreinte de la relativité (éditeurs scientifiques et didactiques; 2e édition, corrigée et complétée; Maison d'édition de l'Université Polytechnique de Varsovie, Varsovie 1981; série: «Bibliothèque didactique de l'équipe de méthodologie de l'enseignement de la physique de l'Institut de Physique de l'Université Technologique de Varsovie»);
- Littérature source pour le cours "Fondements de la physique" de l'Université technologique de Varsovie. T 3, gravité (éditeurs scientifiques et pédagogiques; Maison d'édition de l'Université Polytechnique de Varsovie, Varsovie 1981; série: « Bibliothèque didactique de l'équipe de méthodologie de l'enseignement de la physique de l'Institut de Physique de l'Université Technologique de Varsovie»);
- Littérature source pour le cours "Fondements de la physique" de l'Université technologique de Varsovie. T 2, Histoire et philosophie de la théorie de la relativité (éditeurs scientifiques et pédagogiques; Maison d'édition de l'Université Polytechnique de Varsovie, Varsovie 1983; série: «Bibliothèque didactique de l'équipe de méthodologie de l'enseignement de la physique de l'Institut de Physique de l'Université Technologique de Varsovie»).